# Igor Sláma
Igor Sláma (né le 8 mai 1959 à Brno) est un coureur cycliste tchécoslovaque. Spécialiste de la poursuite et de la course aux points sur piste, il a été champion du monde de la course aux points amateurs en 1979.

## Palmarès

### Jeux olympiques
- Moscou 1980
  -  Médaillé de bronze de la poursuite par équipes

### Championnats du monde
- Amsterdam 1979
  -  Champion du monde de la course aux points amateurs